# Dreefkasteel

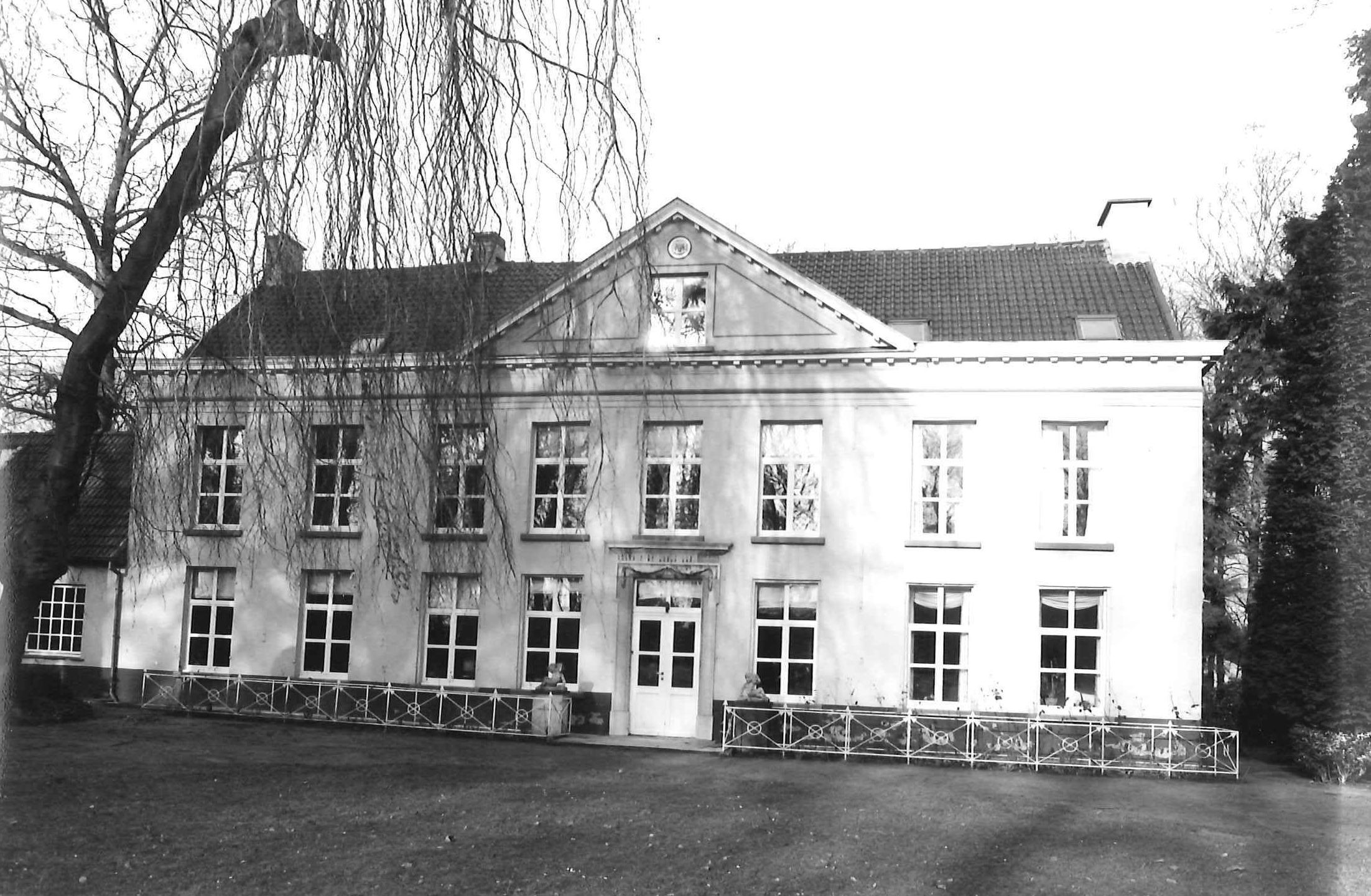
Dreefkasteel

Het Dreefkasteel is een kasteel in de tot de Oost-Vlaamse gemeente Lievegem behorende plaats Vinderhoute, gelegen aan Kasteellaan 6.
Aan de oorsprong ligt een buitenplaats uit het 4e kwart van de 18e eeuw, in classicistische stijl. Later werden aan de linkerkant twee traveeën toegevoegd. Aan de zijde van de Neerstraat werd de gevel voorzien van een attiek met daarop vijf betonnen beelden die mythologische figuren voorstellen, maar uit het 3e kwart van de 20e eeuw dateren. De ingangspartij in de voorgevel wordt bekroond door een driehoekig fronton.
Het kasteel ligt in een tuin met vijver die in de 19e eeuw werd aangelegd. De ijskelder werd in 1880 van een belvedère voorzien. De huidige kiosk zou echter in de jaren '50 van de 20e eeuw zijn gebouwd.